# Geoffroy III de Thouars
Geoffroy III de Thouars, il est né vers 1075 et il meurt vers 1123. C'est le fils d'Aimery IV et d'Ameline (ou plutôt de sa 1re femme Arégarde ?). Il est d'abord Châtelain de Tiffauges.
- 13e vicomte de Thouars : 1104-1123

Il succède à son frère Herbert II.
Geoffroy était en croisade avec son frère lors de la mort de celui-ci. Il revient le plus vite possible à Thouars où il se trouve confronté aux entreprises du Comte d'Anjou Foulques le Réchin et de son fils Geoffroy Martel. Ceux-ci envahissent la vicomté et prennent Thouars en septembre 1104, le château est brulé. Geoffroy le fait reconstruire, il semble avoir été achevé en 1114. Pendant la reconstruction du château, Geoffroy s'établit à Chaise-le-Vicomte qui devient provisoirement le chef-lieu de la vicomté.
En 1106 il se trouve pris au milieu d'un conflit entre deux Abbayes pour la possession de l'Ile de la Dive, celle de Saint-Michel de Lherm (qu'il soutient) et celle de Luçon (soutenue par Ebbon de Parthenay).
Il avait épousé en 1094 Ameline (1075-1107) dont il eut 4 fils (Pour l'historien Jacques Duguet, il vaut mieux faire descendre ceux-ci d'un autre Geoffroy, vicomte associé de Thouars, époux d'Ameline, oncle de Geoffroy III et dernier frère d'Aimeri IV et Raoul de Mauléon : voir l'article Thouars) :
- Aimery V, qui suit ;
- Geoffroy Seigneur de Tiffauges ;
- Pierre l'Evêque ;
- Savary Vicomte de Fontenay.